# Mandaluyong
La ville de Mandaluyong (en tagalog, Lungsod ng Mandaluyong) est l'une des villes de Metro Manila, l'agglomération de Manille.
Elle s'étend sur 11,24 km2.
Elle abrite un centre d'affaires, les centres commerciaux SM Megamall et Shangri-La Plaza, ainsi que de nombreuses entreprises : la Banque asiatique de développement, Banco De Oro, San Miguel Corporation, Southeast Asia, UniLab.

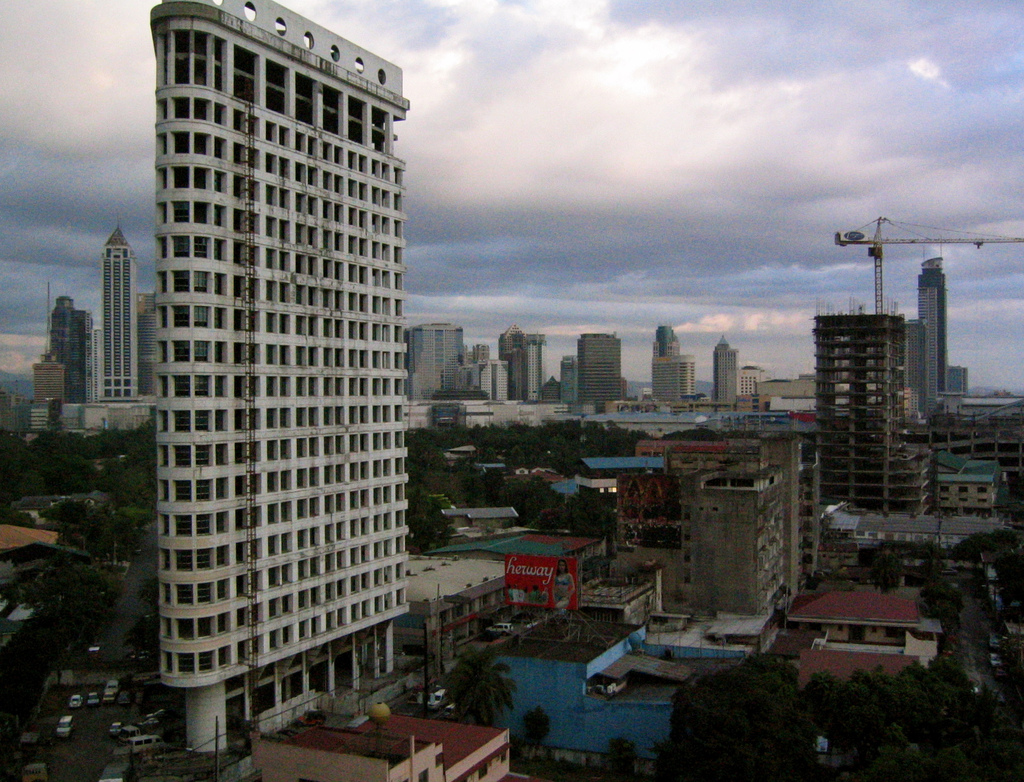
Une vue de Mandaluyong (mars 2005).